# Sibia à tête noire
Heterophasia melanoleuca
Espèce
Statut de conservation UICN

 LC  : Préoccupation mineure
La Sibia à tête noire (Heterophasia melanoleuca) est une espèce de passereaux de la famille des Leiothrichidae.

## Répartition et habitat
Cet oiseau vit dans les forêts humides de montagne tropicales et subtropicales de Birmanie et du nord de la Thaïlande et du Laos.

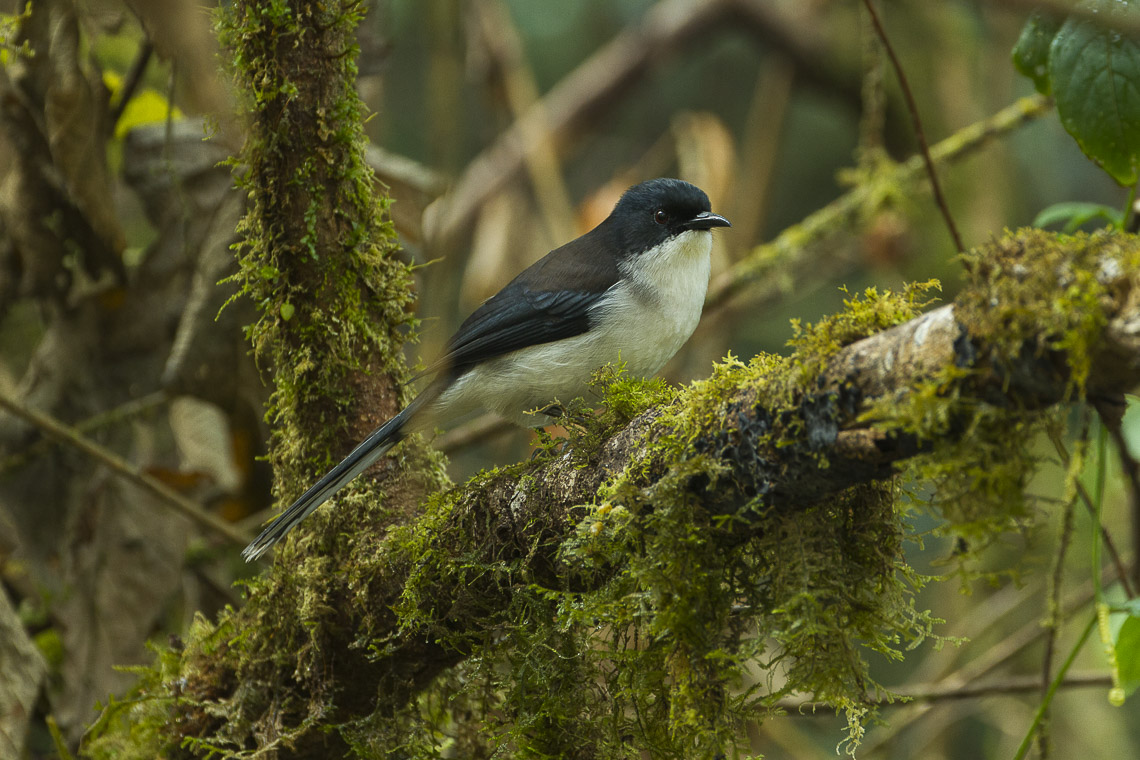

## Sous-espèces
L'espèce comporte trois sous-espèces:
- H. melanoleuca radcliffei (Baker, 1922) vivant en Birmanie, au Laos et en Thaïlande ;
- H. melanoleuca castanoptera (Salvadori, 1889) vivant au sud-est de la Birmanie ;
- H. melanoleuca melanoleuca (Blyth, 1859) vivant en Birmanie et en Thaïlande.